# العراعير (المزامزة الجنوبية)
العراعير هي إحدى مشيخات المملكة المغربية، تتبع جغرافيا لإقليم سطات وإداريًا لجماعة المزامزة الجنوبية (سابقاً لجماعة عين نزاغ). يقدر عدد سكانها بـ 3848 نسمة حسب الإحصاء الرسمي للسكان والسكنى لسنة 2004.